# Gonzalo Acosta Pan
Gonzalo Acosta Pan   (la Corunya, 31 de desembre de 1888 - A Caeira, 12 de setembre de 1936) fou un polític gallec, governador civil durant la Segona República Espanyola i víctima de la repressió franquista.

## Trajectòria
Treballava al Banco Pastor. Membre del Partit Republicà Radical Socialista, fou nomenat governador civil de Biscaia el 13 d'octubre de 1933. Després de l'escissió fou candidat a les eleccions de novembre de 1933 pel Partit Radical-Socialista Independent. En 1935 fou secretari general del Consell Provincial d'Izquierda Republicana a la Corunya i presidí l'Agrupació Municipal del partit a la ciutat. Fou president del Casino Republicà corunyès. Fou nomenat governador civil de Pontevedra el 26 de febrer de 1936. Després del cop d'estat del 18 de juliol de 1936 fou capturat, encara que aconseguí fugir en un primer moment, però fou detingut l'agost a la Corunya i el traslladaren a Pontevedra on fou jutgat per traïció en consell de guerra el 8 de setembre, amb resultat de sentència a pena de mort i multa de 1000 pessetes. Fou executat a Caeira-Poio, en el quilòmetre 1 de la carretera de Campañó.